# Campeonato Mundial de Halterofilismo de 2022 - Até 61 kg masculino
A categoria até 61 kg masculino foi um evento do Campeonato Mundial de Halterofilismo de 2022, disputado em Bogotá, na Colômbia, nos dias 6 e 7 de dezembro de 2022.

## Calendário
Horário local (UTC-5)
| Dia           | Horário | Fase    |
| ------------- | ------- | ------- |
| 6 de dezembro | 11:30   | Grupo C |
| 7 de dezembro | 11:30   | Grupo B |
| 7 de dezembro | 16:30   | Grupo A |

## Medalhistas
| Evento    | Ouro           | Ouro   | Prata                 | Prata  | Bronze                | Bronze |
| --------- | -------------- | ------ | --------------------- | ------ | --------------------- | ------ |
| Arranque  | Li Fabin (CHN) | 137 kg | He Yueji (CHN)        | 136 kg | Eko Yuli Irawan (INA) | 135 kg |
| Arremesso | Li Fabin (CHN) | 175 kg | Eko Yuli Irawan (INA) | 165 kg | Jhon Serna (COL)      | 164 kg |
| Total     | Li Fabin (CHN) | 312 kg | Eko Yuli Irawan (INA) | 300 kg | He Yueji (CHN)        | 296 kg |

## Recordes
Antes desta competição, o recorde mundial da prova era o seguinte:
| Recorde         | Tipo      | Atleta                | Peso   | Local    | Data                   |
| Recorde Mundial | Arranque  | Li Fabin (CHN)        | 145 kg | Pattaya  | 19 de setembro de 2019 |
| Recorde Mundial | Arremesso | Eko Yuli Irawan (INA) | 174 kg | Asgabade | 3 de novembro de 2018  |
| Recorde Mundial | Total     | Li Fabin (CHN)        | 318 kg | Pattaya  | 19 de setembro de 2019 |

Os seguintes novos recordes foram estabelecidos durante esta competição.
| Arremesso | 175 kg | Li Fabin (CHN) | Recorde mundial |

## Resultado
Os resultados foram os seguintes. 
| Pos.              | Atleta                           | Grupo | Arranque (kg) | Arranque (kg) | Arranque (kg) | Arranque (kg)     | Arremesso (kg) | Arremesso (kg) | Arremesso (kg) | Arremesso (kg)    | Total |
| Pos.              | Atleta                           | Grupo | 1             | 2             | 3             | Resultado         | 1              | 2              | 3              | Resultado         | Total |
| ----------------- | -------------------------------- | ----- | ------------- | ------------- | ------------- | ----------------- | -------------- | -------------- | -------------- | ----------------- | ----- |
| Medalha de ouro   | Li Fabin (CHN)                   | A     | 137           | 140           | 140           | Medalha de ouro   | 167            | 175            | 175            | Medalha de ouro   | 312   |
| Medalha de prata  | Eko Yuli Irawan (INA)            | A     | 135           | 139           | 139           | Medalha de bronze | 165            | 170            | 171            | Medalha de prata  | 300   |
| Medalha de bronze | He Yueji (CHN)                   | A     | 132           | 136           | 138           | Medalha de prata  | 155            | 160            | 163            | 7                 | 296   |
| 4                 | Sergio Massidda (ITA)            | A     | 130           | 133           | 135           | 4                 | 158            | 162            | 164            | 8                 | 293   |
| 5                 | Ricko Saputra (INA)              | A     | 128           | 128           | 132           | 5                 | 161            | 166            | 166            | 5                 | 293   |
| 6                 | Teerapat Chomchuen (THA)         | B     | 125           | 128           | 128           | 7                 | 155            | 160            | 164            | 4                 | 292   |
| 7                 | Jhon Serna (COL)                 | B     | 120           | 125           | 127           | 10                | 160            | 164            | 166            | Medalha de bronze | 289   |
| 8                 | Shota Mishvelidze (GEO)          | A     | 130           | 135           | 136           | 6                 | 155            | 165            | 165            | 11                | 285   |
| 9                 | Nguyễn Trần Anh Tuấn (VIE)       | A     | 126           | 129           | 131           | 9                 | 155            | 162            | 162            | 12                | 281   |
| 10                | John Ceniza (PHI)                | B     | 119           | 122           | 125           | 11                | 155            | 160            | 161            | 10                | 280   |
| 11                | Arley Calderón (CUB)             | B     | 120           | 120           | 123           | 14                | 155            | 160            | 162            | 6                 | 280   |
| 12                | Gabriel Marinov (BUL)            | A     | 121           | 124           | 126           | 12                | 155            | 159            | 161            | 13                | 279   |
| 13                | Goderdzi Berdelidze (GEO)        | B     | 120           | 124           | 126           | 15                | 144            | 149            | 151            | 18                | 277   |
| 14                | Seraj Al-Saleem (KSA)            | A     | 121           | 124           | 124           | 13                | 155            | 155            | 160            | 14                | 276   |
| 15                | Hampton Morris (USA)             | B     | 118           | 118           | 124           | 16                | 157            | 163            | 164            | 9                 | 275   |
| 16                | Wilkeinner Lugo (VEN)            | C     | 117           | 120           | 123           | 17                | 146            | 151            | 153            | 16                | 274   |
| 17                | Ferdi Hardal (TUR)               | B     | 123           | 126           | 127           | 18                | 150            | 154            | 154            | 20                | 273   |
| 18                | Víctor Güémez (MEX)              | B     | 115           | 120           | 123           | 19                | 145            | 151            | 155            | 17                | 271   |
| 19                | Luis Bardalez (PER)              | B     | 113           | 117           | 120           | 20                | 150            | 154            | 154            | 15                | 271   |
| 20                | Thiago Silva (BRA)               | B     | 120           | 120           | 120           | 21                | 150            | 154            | 154            | 21                | 270   |
| 21                | Kazuma Motoki (JPN)              | B     | 125           | 125           | 129           | 22                | 142            | 150            | 151            | 26                | 267   |
| 22                | Chanambam Rishikanta Singh (IND) | C     | 113           | 117           | 117           | 23                | 143            | 148            | 151            | 22                | 265   |
| 23                | Víctor Garrido (ECU)             | C     | 117           | 118           | 123           | 24                | 138            | 143            | 145            | 25                | 261   |
| 24                | Youri Simard (CAN)               | C     | 110           | 110           | 114           | 25                | 140            | 145            | 150            | 19                | 260   |
| 25                | Morea Baru (PNG)                 | C     | 110           | 115           | 118           | 26                | 143            | 148            | 150            | 24                | 258   |
| 26                | Valentin Iancu (ROU)             | C     | 105           | 108           | 111           | 27                | 135            | 140            | 144            | 23                | 252   |
| 27                | Tan Chi-chung (TPE)              | C     | 105           | 110           | 110           | 28                | 135            | 140            | 145            | 27                | 250   |
| 28                | Yoichi Itokazu (JPN)             | C     | 105           | 108           | 110           | 29                | 130            | 134            | 136            | 28                | 246   |
| 29                | Marian Luca (ROU)                | C     | 105           | 110           | 110           | 30                | 125            | 130            | 135            | 29                | 235   |
| 30                | Davis Niyoyita (UGA)             | C     | 85            | 90            | 95            | 31                | 120            | 125            | 127            | 30                | 220   |
| 31                | Joshua Amunga (KEN)              | C     | 65            | 70            | 73            | 32                | 80             | 84             | 86             | 31                | 159   |
| —                 | Shin Rok (KOR)                   | A     | 127           | 127           | 127           | 8                 | 156            | 156            | 159            | —                 | —     |
| —                 | Simon Brandhuber (GER)           | A     | DNS           | DNS           | DNS           | DNS               | DNS            | DNS            | DNS            | DNS               | DNS   |